# Hans-Peter König
Hans-Peter König (Düsseldorf, Alemanya, ?) és un baix alemany. Especialista en papers "negres" wagnerians: Fafner, Fasolt, Hunding i Hagen a L'Anell del Nibelung. També ha estat aclamat com a Gurnemanz a Parsifal, rei Enric a Lohengrin, Daland a L'holandès errant i Hermann a Tannhäuser.
Ha participat en els enregistraments videogràfics de L'Anell del Nibelung de Nova York, sota les direccions de James Levine i Fabio Luisi (producció de Robert Leplage) i de Bayreuth (producció de Tankred Dorst) cantant Fafner, Hunding i Hagen, en la primera i Fafner i Hagen, en la segona.
També ha enregistrat el vídeo de Lohengrin del Festival de Baden-Baden, interpretant Enric l'Ocellaire, sota la direcció de Kent Nagano (producció de Nikolaus Lehnhoff).